# Ghostwriters
Ghostwriters è il sesto album in studio dei 24 Grana, pubblicato il 31 gennaio 2008. 

## Descrizione
L'album contiene collaborazioni con Riccardo Sinigallia, Marina Rei e Filippo Gatti ed è stato prodotto da Daniele Sinigallia.

## Tracce
1. Luntano – 4:08
2. L'alba – 3:13
3. Avere una vita davanti – 2:56
4. Carcere – 4:18
5. Accireme – 2:37
6. Smania 'e cagna' – 3:11
7. Lacreme – 3:36
8. Le verità – 3:05
9. Sbagli'e parole – 3:38

Durata totale: 30:42